# Sein d'Abraham

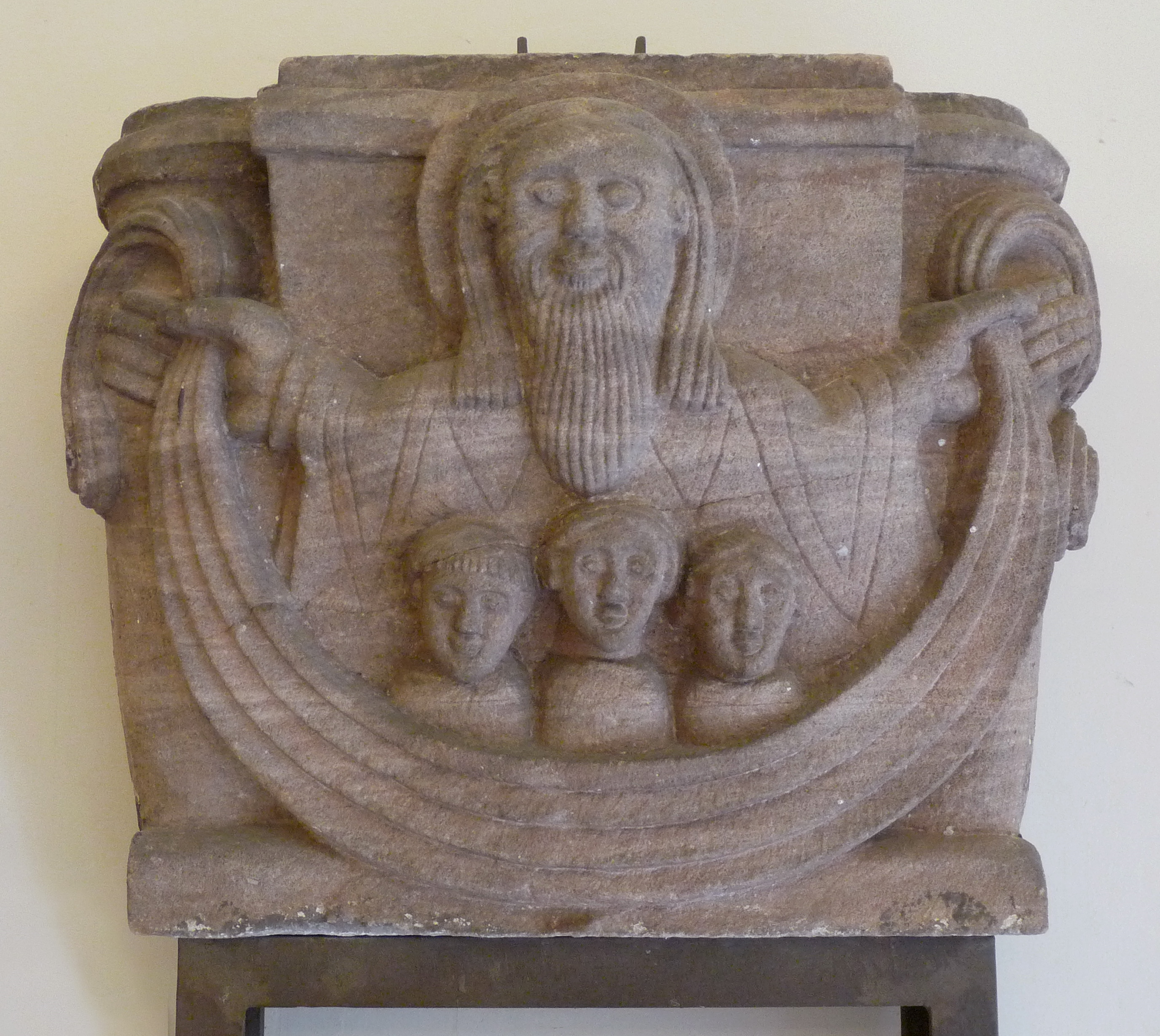
Les Justes dans le Sein d'Abraham, chapiteau du XIIe siècle, Musée Unterlinden à Colmar.

Le Sein d'Abraham est la demeure des Justes après la mort et jusqu'à la résurrection dans le judaïsme de l'époque du Second Temple. Le concept a des parallèles avec l'Hadès de la civilisation gréco-romaine et les limbes du christianisme. Il se distingue du Sheol juif, réparti en deux régions distinctes pour les justes et les injustes.

## Étymologie
Le mot grec kolpos a trois sens : 
1. physique : le sein, sur les genoux[Quoi ?].
2. figuratif : dans la proximité d'un ami, à un repas partagé.
3. nautique : une baie.

## Dans la période du Premier Temple
Au judaïsme du Premier Temple, le séjour des morts dans Sheol, ou Hadès dans la Septante, est avant tout un lieu de « silence » où se rendent tous les hommes. Toutefois, pendant, ou avant l'exil à Babylone, l'idée de l'activité des morts dans le shéol a commencé à entrer dans le judaïsme,.

## Dans la période du Second Temple
Pendant la période du Second Temple la notion d'un Sein d'Abraham survient dans les papyrus juifs qui se réfèrent au « Sein d'Abraham, d'Isaac et de Jacob ». Cela reflète la conviction de martyrs juifs qui s'attendant à ce que : « après notre mort, Abraham, Isaac et Jacob nous recevront, nous et tous nos ancêtres qui nous louangent » (4 Maccabées 13:17).
Les œuvres juives adaptent l'image mythique grec de l'Hadès afin d'identifier les morts justes comme étant séparé des feux des injustes par une rivière ou un gouffre. Dans l'Apocalypse de Sophonie (fin du Ier siècle) la rivière a un équivalent du passeur Charon de la mythologie grecque, mais cette fois le passeur en est remplacé par un ange. Sophonie passait du côté sulfureux de l'Hadès, le côté des injustes, jusqu'au côté des justes, dans le Sein d'Abraham: « Tu as échappé de l'abîme et l'Hadès, maintenant vous allez traverser ... à tous les justes, à savoir Abraham, Isaac, Jacob, Hénoch, Elie et David ». Dans ce mythe Abraham agit comme intercesseur pour ceux de la partie enflammée de l'Hadès.
Le Livre d'Hénoch décrit les voyages d'Hénoch à travers le cosmos et le séjour des morts, divise en quatre sections : pour les personnes vraiment justes, les bons, les méchants qui attendaient la résurrection et le jugement dernier, et les plus méchants qui ne seront même pas ressuscités.
Plus tard, les sources rabbiniques conservent aussi plusieurs traces de la notion d'un Sein d'Abraham,.

## Dans l'évangile
La référence la plus célèbre au "sein d'Abraham" se trouve dans la parabole de Jésus sur le "pauvre Lazare" (Evangile de Luc, chap 16.19-31) dans laquelle un pauvre, nommé Lazare meurt en même temps que le riche devant chez qui il mendiait. Or le pauvre est emporté "dans le sein d'Abraham" (dans sa proximité) tandis que le riche "était en proie aux tourments" et réclamait un soulagement qu'il supposait que le pauvre Lazare aurait pu lui apporter. Dans la parabole de Jésus, un abîme infranchissable sépare les justes des injustes, alors que la version présentée dans l'Apocalypse de Sophonie un ange peut assurer un passage d'un bord à l'autre.

## Influence chez les chrétiens
Hippolyte, mentionné ci-dessus, est l'un des nombreux écrivains chrétiens pour qui la parabole du mauvais riche et du pauvre Lazare a fourni une image exacte et objective de la vie après la mort. Le soi-disant Discours aux Grecs sur Hadès par Flavius Josèphe, n'est en fait pas écrit par Josèphe, mais par Hippolyte de Rome, théologien et antipape du IIIe siècle.

## Iconographie chrétienne
Le thème du "sein d'Abraham" a donné lieu à une riche iconographie chrétienne tant en occident (sculpture, enluminure de manuscrits) qu'en orient (icônes, fresques).